# MEX3D
MEX3D, chiamata anche RKHD1 e Tino, è una proteina capace di legare l'RNA messaggero a livello di un elemento ricco in adenina e uracile (in inglese AU-rich element o ARE) presente nella sua sequenza 3 primo non codificante. 
Una delle sue funzioni riconosciute è quella di svolgere un ruolo di regolazione negativa sull'espressione del gene antiapoptotico bcl-2 diminuendo l'emivita del suo RNA messaggero

## Struttura
Le proteine MEX3 contengono due motivi di omologia con le ribonucleoproteine nucleari eterogenee K (domini KH) e un dominio RING all'estremità C.